# 22-es busz (Miskolc)
A miskolci 22-es jelzésű autóbusz a Belváros és az Egyetem kapcsolatát látja el szorgalmi időszakban, csak munkanapokon. A viszonylatot a Miskolc Városi Közlekedési Zrt. üzemelteti.

## Története
1994. szeptember 1-jétől működött, nyitásától megszűnéséig ugyanazon az útvonalon járt. Alapvetően a 12-es busz betétjárataként indították el azzal a céllal, hogy gyorsítsák az eljutást a belváros és a Miskolci Egyetem között. Korábban csak a szorgalmi és vizsgaidőszakban közlekedett, nyáron nem járt (2007-ben már nyáron és munkaszüneti napokon is közlekedett).
2009 júniusától egyes megállók neve megváltozott. 2012-ben kísérletképpen naponta egy-egy járat a Tiszai pályaudvarról indult. Útvonala ekkor kismértékben megváltozott: korábban a belvárosi „hurokban” fordult a 35-ös buszhoz hasonlóan, azaz a Centrum végállomás után balra kanyarodott, és a Hősök tere – Villanyrendőr felől érte el a Népkertet. Ekkortól ezt megváltoztatták: a Centrum végállomás után a busz a környező utcákban (kezdetben a Miskolc Plaza körül) tett egy fordulót, és az út átellenes oldalán található Centrum megállóba állt be, ahonnan a Vörösmarty utcai megálló érintésével érte el a Népkertet. A korábbi hurok-útvonal így megszűnt.
2019. november 4-től sofőrhiány miatt az MVK Zrt. ideiglenesen szüneteltette, majd 2020. január 2-ától a járat megszűnt és helyette több 12-es járt az Egyetemvárosba.
2020. szeptember 1-től pedig a 2-es busz is betér egyes időpontokban az Egyetemváros irányába.
2021. szeptember 6-tól a járat újra közlekedik, viszont azzal a módosítással, hogy az Egyetemvárostól a Népkert után a Villanyrendőr, Hősök tere és a 14-es busz Petőfi tér megállóhelyén áll meg.
2022. február 7-től a reggel 7 órás aláhúzott járatok 7:08-kor, 7:13-kor, 7:19-kor és 7:31-kor a Búza tértől közlekednek.
2023. október 14-től a jövőben csak a nagyobb egyetemvárosi rendezvények (például Miskolci Egyetemi Napok, Kutatók Éjszakája) idején közlekedik rásegítő jelleggel.
2025. április 17-én, valamint április 22-től 25-ig a 20-as járattal összehangoltan rásegítő járat volt a Miskolci Egyetem kérésére a tavaszi szünet időszaka alatt Búza tér - Egyetemváros útvonalon.

## Útvonala
| Centrum felé | Egyetemváros felé |
| --- | --- |
| Egyetemváros vá. – Egyetem út – Csermőkei út – Miskolctapolcai út – Csabai kapu – Görgey Artúr utca – Corvin utca – Szentpáli utca – Centrum vá. | Centrum vá. – Szentpáli utca – Corvin utca – Görgey Artúr utca – Csabai kapu – Miskolctapolcai út – Csermőkei út – Egyetem út – Egyetemváros vá. |

## Megállóhelyei
| 0  | Egyetemváros végállomás | 16 | 20                                                            |
| 1  | Olajkutató              | ∫  | 20                                                            |
| ∫  | Tanulmányi épület       | 14 | 20                                                            |
| 2  | Egyetemi Kollégium      | 13 | 20                                                            |
| 4  | Csermőkei út            | ∫  | 20, 29, Auchan 2                                              |
| 5  | Szentgyörgy út          | 10 | 20, 29, 32, 34, 35R, Auchan 2                                 |
| 7  | Vasúti felüljáró        | 9  | 20, 32, 34, 35R                                               |
| 9  | Tapolcai elágazás       | 8  | 4, 14, 20, 32, 34, 35R, 43, 44, 45                            |
| 10 | Petneházy bérházak      | 7  | 14, 20, 31, 34, 35R, 43, 44                                   |
| 12 | SZTK Rendelő            | 5  | 14, 20, 31, 34, 35R, 43, 44                                   |
| 14 | Népkert                 | 3  | 14, 20, 28, 34, 35, 35R, 43, 44                               |
| ∫  | Vörösmarty Mihály utca  | 1  | 20, 28, 34, 35, 35R, 43, 44, Auchan 1 21, 101B (Szemere utca) |
| 15 | Villanyrendőr           | ∫  | 1, 1A, 2 14, 28, 34, 35, 35R, 43, 44                          |
| 17 | Hősök tere              | ∫  | 14, 28, 34, 35, 35R, 43, 44                                   |
| 19 | Petőfi tér              | ∫  | 14, 28, 34, 35, 35R, 43, 44                                   |
| 21 | Centrum végállomás      | 0  | 1, 1A, 2 20, 28, 34, 35, 35R, 43, 44, Auchan 1                |